# Like the Cat, They Came Back
Pour plus de détails, voir Fiche technique et Distribution.
Like the Cat, They Came Back est une courte comédie muette  de Dell Henderson, sortie au cinéma le 17 octobre 1912 aux États-Unis.

## Fiche technique
- Titre : Like the Cat, They Came Back
- Réalisation : Dell Henderson
- Scénario : Royal A. Baker
- Studio de production : Biograph Company
- Distribution : The General Film Company
- Pays : États-Unis
- Format : Noir et blanc - 1,37:1 - Format 35 mm
- Langue : film muet intertitres anglais
- Genre : Comédie
- Durée : ½ bobine
- Date de sortie :
  - États-Unis : 17 octobre 1912

## Distribution
Source principale de la distribution :
- Charles Murray : le lieutenant de police
- John T. Dillon : le policier
- Florence Lee : figuration
- Joseph McDermott : un policier